# Schwedischer Fußballpokal der Männer 2008
Der schwedische Fußballpokal 2008 (auch Svenska Cupen 2008 genannt) war die 53. Austragung des Fußballpokalwettbewerbs der Männer. Die 1. Runde begann am 20. März 2008. Das Finale fand am 21. September 2008 im Fredriksskans von Kalmar statt.
Pokalsieger wurde IFK Göteborg. Das Team setzte sich im Finale nach torlosen 120 Minuten im Elfmeterschießen gegen Titelverteidiger Kalmar FF durch. Der Sieger qualifizierte sich für die 3. Qualifikationsrunde der Europa League 2009/10.

## Modus
Alle Begegnungen wurden im K.-o.-System ausgetragen. Bei unentschiedenem Ausgang gab es eine Verlängerung von zweimal 15 Minuten und gegebenenfalls ein Elfmeterschießen. In der 1. Runde traten 68 Mannschaften der dritten Spielklasse oder darunter gegeneinander an. In der 2. Runde wurde den Mannschaften der Allsvenskan bzw. Superettan jeweils ein Sieger der 1. Runde zugelost.

## Teilnehmer
| Fotbollsallsvenskan (14) (Level 1) | Fotbollsallsvenskan (14) (Level 1) | Fotbollsallsvenskan (14) (Level 1) | Fotbollsallsvenskan (14) (Level 1) |
| --- | --- | --- | --- |
| - IF Brommapojkarna - Djurgårdens IF - IF Elfsborg - GAIS Göteborg | - Gefle IF - IFK Göteborg - Hammarby IF - Halmstads BK | - Helsingborgs IF - Kalmar FF - Malmö FF | - Örebro SK - AIK Solna - Trelleborgs FF |
| Superettan (16) (Level 2) | Division 1 (20) (Level 3) | Division 2 (17) (Level 4) | Division 3 (14) (Level 5) |
| - Åtvidabergs FF - Degerfors IF - Enköpings SK - Falkenbergs FF - Jönköpings Södra IF - BK Häcken - Landskrona BoIS - IF Limhamn Bunkeflo - Ljungskile SK - Mjällby AIF - IFK Norrköping - Örgryte IS - Östers IF - IF Sylvia - IK Sirius - GIF Sundsvall | - Ängelholms FF - Bodens BK - Carlstad United BK - Gröndals IK - FC Gute - Kristianstads FF - IFK Malmö - Norrby IF - Östersunds FK - Skärhamns IK - Skövde AIK - Syrianska FC - IFK Timrå - Torslanda IK - FC Trollhättan - Valsta Syrianska IK - IFK Värnamo - Vasalunds IF - Väsby United - Västerås SK | - Akropolis IF 1 - FK Ålmeboda/Linneryd - Enskede IK - Fässbergs IF - IK Frej - IFK Hässleholm - Heby AIF - IFK Holmsund - KB Karlskoga - IFK Luleå - Myresjö IF - Nyköpings BIS - Rynninge IK - Sandvikens IF - Ramlösa Sodra FF - Skellefteå FF - Syrianska Botkyrka IF - Tibro AIK | - Delsbo IF - Gamla Upsala SK - Gerdskens BK - IFK Fjärås - Karlslunds IF - Kirseberg IF - IFK Klagshamn - IK Kongahälla - Lindö FF - Mariedals IK - IK Östria Lambohov - Slottsskogen/Godhem IF - Täby FK - Växjö Norra IF |
| Division 4 (14) (Level 6) | Division 4 (14) (Level 6) | Division 4 (14) (Level 6) | Division 6 (2) (Level 8) |
| - Bäckhammars SK - IFK Berga - Eds FF - IF Hagapojkarna - IFK Karlshamn | - Klippans FF - Östansbo IS - Råslätts SK - Skultorps IF - Sollefteå GIF | - Sollentuna IF - Stafsinge IF - Svedala IF - Tölö IF | - IFK Våmhus - Yxnerums IF |

## 1. Runde
Teilnehmer: 20 Vereine der Division 1, 18 Vereine der Division 2, 14 Vereine der Division 3, 14 Vereine der Division 4 und zwei Vereine der Division 6.
| Datum      |                            | Ergebnis              |                            |
| ---------- | -------------------------- | --------------------- | -------------------------- |
| 20.03.2008 | IK Frej (IV)               | 0:2                   | Syrianska Botkyrka IF (IV) |
| 29.03.2008 | Enskede IK (IV)            | 0:2                   | Valsta Syrianska IK (III)  |
| 29.03.2008 | IFK Luleå (IV)             | 1:0                   | Skellefteå FF (IV)         |
| 02.04.2008 | Svedala IF (VI)            | 0:1                   | IFK Malmö (III)            |
| 04.04.2008 | Gamla Upsala SK (V)        | 0:1                   | Gröndals IK (III)          |
| 05.04.2008 | IK Kongahälla (V)          | 2:3                   | Norrby IF (III)            |
| 05.04.2008 | IFK Karlshamn (VI)         | 1:5                   | Kirseberg IF (V)           |
| 05.04.2008 | Slottsskogen/Godhem IF (V) | 2:3                   | Råslätts SK (VI)           |
| 06.04.2008 | Akropolis IF (IV)          | 0w.o. 1               | Väsby United (III)         |
| 06.04.2008 | Mariedals IK (V)           | 2:3                   | Fässbergs IF (IV)          |
| 06.04.2008 | Västerås SK (III)          | 5:0                   | Heby AIF (IV)              |
| 06.04.2008 | Täby FK (V)                | 1:2                   | Vasalunds IF (III)         |
| 06.04.2008 | Rynninge IK (IV)           | 1:2                   | Carlstad United BK (III)   |
| 06.04.2008 | IFK Våmhus (VIII)          | 0:3                   | Sandvikens IF (IV)         |
| 06.04.2008 | IFK Fjärås (V)             | 0:5                   | Torslanda IK (III)         |
| 06.04.2008 | Lindö FF (V)               | 0:4                   | Syrianska FC (III)         |
| 06.04.2008 | Yxnerums IF (VIII)         | 0:5                   | Myresjö IF (IV)            |
| 06.04.2008 | Klippans FF (VI)           | 1:1 n. V. (5:4 i. E.) | IFK Klagshamn (V)          |
| 06.04.2008 | FK Ålmeboda/Linneryd (IV)  | 1:3                   | IFK Hässleholm (IV)        |
| 06.04.2008 | Stafsinge IF (VI)          | 1:4                   | Ramlösa Sodra FF (IV)      |
| 06.04.2008 | Tölö IF (VI)               | 0:4                   | IFK Värnamo (III)          |
| 06.04.2008 | Bäckhammars SK (VI)        | 00:18                 | Karlslunds IF (V)          |
| 06.04.2008 | Delsbo IF (V)              | 4:2 n. V.             | Sollefteå GIF (VI)         |
| 06.04.2008 | IFK Berga (VI)             | 0:4                   | Kristianstads FF (III)     |
| 06.04.2008 | Växjö Norra IF (V)         | 0:6                   | Ängelholms FF (III)        |
| 06.04.2008 | Gerdskens BK (V)           | 0:1                   | Skärhamns IK (III)         |
| 06.04.2008 | Skultorps IF (VI)          | 0:6                   | Skövde AIK (III)           |
| 06.04.2008 | Sollentuna IF (VI)         | 0:1                   | FC Gute (III)              |
| 06.04.2008 | IK Östria Lambohov (V)     | 1:2                   | Nyköpings BIS (IV)         |
| 06.04.2008 | Östansbo IS (VI)           | 0:3                   | KB Karlskoga (IV)          |
| 06.04.2008 | Östersunds FK (III)        | 2:0                   | IFK Timrå (III)            |
| 06.04.2008 | Tibro AIK (IV)             | 3:1                   | IF Hagapojkarna (VI)       |
| 06.04.2008 | IFK Holmsund (IV)          | 1:2                   | Bodens BK (III)            |
| 22.04.2008 | Eds FF (VI)                | 2:1 n. V.             | FC Trollhättan (III)       |

## 2. Runde
Teilnehmer: Die 34 Sieger der 1. Runde und alle Mannschaften der Allsvenskan 2007 und der Superettan 2007.
| Datum      |                            | Ergebnis              |                          |
| ---------- | -------------------------- | --------------------- | ------------------------ |
| 23.04.2008 | Norrby IF (III)            | 2:1                   | Bodens BK (III)          |
| 29.04.2008 | IFK Hässleholm (IV)        | 0:4                   | Degerfors IF (II)        |
| 29.04.2008 | Tibro AIK (IV)             | 1:0                   | IF Limhamn Bunkeflo (II) |
| 30.04.2008 | FC Gute (III)              | 3:4                   | Helsingborgs IF (I)      |
| 30.04.2008 | KB Karlskoga (IV)          | 0:4                   | GIF Sundsvall (II)       |
| 30.04.2008 | Valsta Syrianska IK (III)  | 1:0 n. V.             | BK Häcken (II)           |
| 01.05.2008 | Eds FF (VI)                | 1:4                   | IF Brommapojkarna (I)    |
| 01.05.2008 | Östersunds FK (III)        | 0:7                   | Kalmar FF (I)            |
| 01.05.2008 | IFK Värnamo (III)          | 0:1                   | Enköpings SK (II)        |
| 01.05.2008 | Kristianstads FF (III)     | 2:3 n. V.             | Malmö FF (I)             |
| 01.05.2008 | Klippans FF (VI)           | 0:5                   | Falkenbergs FF (II)      |
| 01.05.2008 | Kirseberg IF (V)           | 1:4                   | IK Sirius (II)           |
| 01.05.2008 | Carlstad United BK (III)   | 3:2                   | Gefle IF (I)             |
| 01.05.2008 | Delsbo IF (V)              | 0:2                   | Landskrona BoIS (II)     |
| 01.05.2008 | Fässbergs IF (IV)          | 0:1                   | Vasalunds IF (III)       |
| 01.05.2008 | IFK Luleå (IV)             | 1:2                   | Halmstads BK (I)         |
| 01.05.2008 | Gröndals IK (III)          | 2:1                   | Åtvidabergs FF (II)      |
| 01.05.2008 | Myresjö IF (IV)            | 0:1                   | Örebro SK (I)            |
| 01.05.2008 | Torslanda IK (III)         | 0:1 n. V.             | Mjällby AIF (II)         |
| 01.05.2008 | Väsby United (III)         | 2:1 n. V.             | Östers IF (II)           |
| 01.05.2008 | Ängelholms FF (III)        | 1:2                   | IF Elfsborg (I)          |
| 01.05.2008 | Råslätts SK (VI)           | 0:9                   | Djurgårdens IF (I)       |
| 01.05.2008 | Ramlösa Sodra FF (IV)      | 2:4                   | IFK Norrköping (II)      |
| 01.05.2008 | Syrianska Botkyrka IF (IV) | 1:2                   | Jönköpings Södra IF (II) |
| 01.05.2008 | Skärhamns IK (III)         | 1:1 n. V. (6:7 i. E.) | Ljungskile SK (II)       |
| 01.05.2008 | Syrianska FC (III)         | 4:6 n. V.             | Hammarby IF (I)          |
| 01.05.2008 | Karlslunds IF (V)          | 3:0                   | IF Sylvia (II)           |
| 01.05.2008 | Västerås SK (III)          | 2:0                   | Trelleborgs FF (II)      |
| 01.05.2008 | Nyköpings BIS (IV)         | 1:0                   | GAIS Göteborg (I)        |
| 01.05.2008 | Sandvikens IF (IV)         | 0:3                   | Örgryte IS (II)          |
| 01.05.2008 | IFK Malmö (III)            | 0:2                   | AIK Solna (I)            |
| 01.05.2008 | Skövde AIK (III)           | 1:2                   | IFK Göteborg (I)         |

## 3. Runde
| Datum      |                           | Ergebnis  |                          |
| ---------- | ------------------------- | --------- | ------------------------ |
| 14.05.2008 | Karlslunds IF (V)         | 1:0       | Västerås SK (III)        |
| 14.05.2008 | Vasalunds IF (III)        | 3:4       | IFK Norrköping (II)      |
| 15.05.2008 | Carlstad United BK (III)  | 0:2       | Malmö FF (I)             |
| 15.05.2008 | Nyköpings BIS (IV)        | 0:9       | Halmstads BK (I)         |
| 16.05.2008 | IF Elfsborg (I)           | 3:1       | Örebro SK (I)            |
| 17.05.2008 | IK Sirius (II)            | 4:2       | Djurgårdens IF (I)       |
| 17.05.2008 | Valsta Syrianska IK (III) | 2:1       | Helsingborgs IF (I)      |
| 17.05.2008 | Falkenbergs FF (II)       | 0:3 n. V. | IFK Göteborg (I)         |
| 17.05.2008 | Hammarby IF (I)           | 5:1       | Mjällby AIF (II)         |
| 17.05.2008 | Väsby United (III)        | 0:3       | Örgryte IS (II)          |
| 17.05.2008 | Norrby IF (III)           | 0:6       | Ljungskile SK (II)       |
| 18.05.2008 | Gröndals IK (III)         | 1:3       | GIF Sundsvall (II)       |
| 18.05.2008 | Tibro AIK (IV)            | 0:3       | Enköpings SK (II)        |
| 18.05.2008 | Degerfors IF (II)         | 3:1       | Jönköpings Södra IF (II) |
| 18.05.2008 | Kalmar FF (I)             | 2:0       | IF Brommapojkarna (I)    |
| 18.05.2008 | AIK Solna (I)             | 0:1       | Landskrona BoIS (II)     |

## Achtelfinale
| Datum      |                           | Ergebnis              |                     |
| ---------- | ------------------------- | --------------------- | ------------------- |
| 25.06.2008 | Halmstads BK (I)          | 2:2 n. V. (2:4 i. E.) | IF Elfsborg (I)     |
| 25.06.2008 | Landskrona BoIS (II)      | 0:1                   | GIF Sundsvall (II)  |
| 26.06.2008 | Valsta Syrianska IK (III) | 1:0                   | Örgryte IS (II)     |
| 28.06.2008 | Malmö FF (I)              | 2:3                   | Hammarby IF (I)     |
| 28.06.2008 | Kalmar FF (I)             | 6:1                   | Degerfors IF (II)   |
| 28.06.2008 | Enköpings SK (II)         | 4:1                   | IK Sirius (II)      |
| 28.06.2008 | IFK Göteborg (I)          | 1:0                   | Ljungskile SK (II)  |
| 28.06.2008 | Karlslunds IF (V)         | 0:3                   | IFK Norrköping (II) |

## Viertelfinale
| Datum      |                           | Ergebnis              |                   |
| ---------- | ------------------------- | --------------------- | ----------------- |
| 10.07.2008 | IFK Norrköping (II)       | 2:2 n. V. (4:5 i. E.) | Enköpings SK (II) |
| 10.07.2008 | GIF Sundsvall (II)        | 2:3                   | IFK Göteborg (I)  |
| 24.07.2008 | Valsta Syrianska IK (III) | 0:4                   | Hammarby IF (I)   |
| 07.08.2008 | IF Elfsborg (I)           | 2:4                   | Kalmar FF (I)     |

## Halbfinale
| Datum      |                  | Ergebnis  |                  |
| ---------- | ---------------- | --------- | ---------------- |
| 21.08.2008 | Hammarby IF (I)  | 0:1 n. V. | Kalmar FF (I)    |
| 28.08.2008 | Enköpings SK (I) | 0:3       | IFK Göteborg (I) |

## Finale
| Paarung        | Kalmar FF – IFK Göteborg |
| Ergebnis       | 0:0 n. V.; 4:5 i. E. |
| Datum          | 21. September 2008 |
| Stadion        | Fredriksskans, Kalmar |
| Zuschauer      | 7.158 |
| Schiedsrichter | Peter Fröjdfeldt |
| Tore           | Elfmeterschießen: 1:0 Henrik Rydström 1:1 Niclas Alexandersson 2:1 Lasse Johansson 2:2 Kim Christensen 3:2 Viktor Elm 3:3 Ragnar Sigurðsson 4:3 Daniel Sobralens 4:4 Hjalmar Jónsson Marcus Lindberg (gehalten) 4:5 Pontus Wernbloom                                                  |
| Kalmar FF      | Petter Wastå – Viktor Elm, Joachim Lantz, Marcus Lindberg, Arthur Sorin – Emin Nouri, Rasmus Elm (79. David Elm), Lasse Johansson, Henrik Rydström – Jimmie Augustsson (58. Daniel Sobralense), Patrik Ingelsten (101. Stefan Larsson) Cheftrainer: Nanne Bergstrand                  |
| IFK Göteborg   | Kim Christensen – Mattias Bjärsmyr, Hjálmar Jónsson, Ragnar Sigurðsson, Adam Johansson (99. Jonas Wallerstedt) – Erik Lund, Thomas Olsson (62. Gustav Svensson), Pontus Wernbloom, Niclas Alexandersson – Tobias Hysén, Robin Söder (107. Stefan Selakovic) Cheftrainer: Jonas Olsson |
| Gelbe Karten   | Emin Nouri (61.) – Adam Johansson (97.) |